# Glenniea indica
Glenniea indica är en mångfotingart som beskrevs av Frank Archibald Sinclair Turk 1945. Glenniea indica ingår som enda art i släktet Glenniea och familjen Fuhrmannodesmidae. Inga underarter finns listade i Catalogue of Life.